# Night Life
Night Life (ナイトライフ?) es un videojuego de simulación erótica desarrollado por Kōei, lanzado para la computadora PC-8801 en abril de 1982.
Fue uno de los primeros videojuegos de computadora eróticos japoneses en ser comercializado, con imágenes sexuales explícitas y siendo un precursor de los actuales géneros eroge y bishōjo. Night Life se comercializó como una ayuda para la vida sexual de las parejas. Incluía características tales como un horario para determinar el período de una mujer y un catálogo de posibles posiciones sexuales, con ilustraciones que consisten en contornos en blanco y negro.